# Ernst Schwadron
Ernst Schwadron (* 1. Juli 1896 in Wien; † 3. Februar 1979 im Bundesstaat New York) war ein österreichischer Innenarchitekt.

## Leben
Er war der älteste Sohn des Bauunternehmers Viktor Schwadron, Begründer und Teilhaber der Bau- und Keramikfirma Brüder Schwadron. Der Firmensitz war das Wohn- und Geschäftshaus am Franz-Josefs-Kai 3, errichtet 1904 vom Architekten Julius Goldschläger.
Ernst Schwadron studierte an der Staatsgewerbeschule Wien und besuchte auch für ein Jahr die Keramikklasse an der Kunstgewerbeschule bei Michael Powolny. Er war in den späten 1920er und 1930er Jahren vor allem als Innenarchitekt in Wien erfolgreich tätig und zählt zu den Protagonisten der „Wiener Wohnraumkultur“. Seine Arbeiten wurden in Fachzeitschriften wie Innendekoration, Moderne Bauformen, Architektur Wohnform, Deutsche Kunst und Dekoration oder Die Kunst publiziert.
Sein erstes und vielleicht einziges gebautes Gebäude in Österreich, das Strandhaus Lederer in Greifenstein (1927), wurde 2011 abgerissen. 1930 stellte er u. a. sein Penthouse-Apartment im obersten Stock am Franz-Josefs-Kai 3 fertig, das mit selbst entworfenen Möbeln und Teppichen der Künstlerin Erna Lederer-Mendel (seiner ersten Frau) ausgestattet war.
Nach dem Einmarsch der Nationalsozialisten in Österreich 1938 emigrierte Schwadron nach New York, wo er ab 1939 als Chefdesigner bei der Einrichtungsfirma Rena Rosenthal arbeitete und 1944 die Einrichtungsfirma Ernst Schwadron Inc. gründete. In New York arbeitete Schwadron auch mit Wiener Emigranten wie den Architekten Leopold Kleiner und der Kunstgewerblerin Emmy Zweybrück zusammen. Seine Einrichtungen wurden in US-amerikanischen Fachzeitschriften, wie z. B. Interiors, veröffentlicht. Er publizierte für die in New York erscheinende deutsch-jüdische Zeitung Aufbau.
In Cold Spring, New York, baute er Anfang der 1950er Jahre für sich und seine zweite Frau Gladys (geb. Bradshell) sein eigenes Haus. Schwadron starb 82-jährig in New York und ist in Connecticut begraben.
Zu seinem Werk und Leben gestaltete die Künstlerin Heidrun Holzfeind 2012 ein umfassendes Ausstellungsprojekt in der BAWAG Contemporary.